# Ronald L. Rowe Jr.
Ronald L. Rowe Jr. – amerykański funkcjonariusz organów ścigania, pełniący funkcję dyrektora United States Secret Service od 23 lipca 2024.

## Wczesne życie i edukacja
W 1994 roku ukończył studia w dziedzinie kryminologii i wymiaru sprawiedliwości w sprawach karnych na Uniwersytecie Maryland w College Park w stanie Maryland. oraz w dziedzinie administracji na Uniwersytecie Lynn w Boca Raton na Florydzie w 2007 roku. Ponadto w 2019 roku ukończył Executive Leaders Program in Homeland Defence and Security w Naval Postgraduate School w Monterey w Kalifornii.

## Kariera
Przed dołączeniem do Secret Service, Rowe był funkcjonariuszem policji w West Palm Beach na Florydzie.
W 1999 roku rozpoczął pracę w agencji. Zajmował się w nim m.in. walką ze szpiegostwem gospodarczym, kradzieżą własności intelektualnej, w tym amerykańskich tajemnic handlowych; cyberbezpieczeństwem oraz bezpośrednią ochroną prezydenta
23 lipca 2024 roku, na skutek dymisji Kimberly Cheatle, Rowe objął stanowisko pełniącego obowiązki dyrektora Secret Service.